# Baldomero Argente del Castillo
Baldomero Argente del Castillo (Jérez del Marquesado, 6 de febrer de 1877-Madrid, 28 de novembre de 1965) va ser un polític espanyol.

## Biografia
El 1894 se'n va anar a viure a Manila i el 1897 es va llicenciar en dret. Lluità com a voluntari a la guerra hispano-estatunidenca i el 1899 tornà a Espanya. El 1904 fou director del diari El Globo i després del Diario Nacional.
Romanonista convençut, va estar afiliat al Partit Liberal Fusionista, amb el que fou regidor de l'ajuntament de Madrid i membre de la Diputació de Madrid. Va ser diputat a Corts per les Illes Canàries a les eleccions generals espanyoles de 1910, 1914, 1916, 1918, 1919, 1920 i 1923. També seria membre de l'Assemblea Nacional Consultiva (1927-1930) de Miguel Primo de Rivera.
Al Govern del comte de Romanones de 1918 va exercir la cartera de ministre de Proveïments. Prèviament, en 1913, havia estat subsecretari de la Presidència. Va ser membre de la Reial Acadèmia de Jurisprudència i Legislació i de la Reial Acadèmia de Ciències Morals i Polítiques, i vicepresident de l'Ateneo de Madrid.